# Марков, Владимир Иванович (генерал-лейтенант)
Влади́мир Ива́нович Ма́рков (1921—2019) — советский государственный военный и хозяйственный деятель, генерал-лейтенант.

## Биография
Родился 21 февраля 1921 года в семье учителей в Смоленской области.
В 1939 году призван в Красную армию. Участник Великой Отечественной войны. В 1942 году — начальник разведки в партизанском полку им. С. Лазо. В 1943 году — организатор и командир партизанского отряда «За Родину» в Могилевской области. Был тяжело ранен.
С 1944 года — слушатель Военно-воздушной инженерной академии им. Н. Е. Жуковского. По окончании работал в КБ-1, с 1953 по 1963 годы был заместителем главного конструктора первой в стране зенитной ракетной системы С-25 ПВО города Москвы.
В 1963—1968 годах — директор и научный руководитель НИИ-37 (НИРТИ, НИИДАР), руководил работами по созданию первых отечественных станций дальнего обнаружения МБР «Дунай-3», «Дунай-3У» и радиолокационных комплексов загоризонтного обнаружения «Дуга».
С марта 1968 по апрель 1974 и с мая 1976 по 1981 год — заместитель Министра радиопромышленности СССР.
В 1970—1976 годах он организовал и возглавил Центральное научно-производственное объединение «Вымпел» (ЦНПО «Вымпел»), при головной роли которого совместно с кооперацией промышленных предприятий и войсковых частей в Советском Союзе были созданы первые боевые системы противоракетной обороны, предупреждения о ракетном нападении и контроля космического пространства. С этой целью институты и заводы ЦНПО «Вымпел» интенсивно развивались, создавались новые научно-производственные структуры (филиалы НИИДАР в Николаеве и Владивостоке, НИИ радиофизики, НИИ вычислительных комплексов, КБ системного программирования, Гомельский и Южный радиозаводы).
С 1981 по 1989 год — вновь директор НИИДАР. Под его руководством в институте разработаны радиооптический комплекс «Крона», РЛС «Волга», «Волна» и прочие средства обнаружения для войск ракетно-космической обороны.
Под его руководством получили развитие ЦНПО «Комета» и ПО «Гранит», в составе которых было образовано более 10 специализированных предприятий.
Умер в Москве на 99 году жизни 17 июля 2019 года. Похоронен на Преображенском кладбище.

## Государственные награды
- три ордена Ленина
- Орден Октябрьской Революции
- Орден Красного Знамени
- Орден Отечественной войны I степени
- Орден Трудового Красного Знамени
- Орден Красной Звезды
- Орден «За службу Родине в Вооружённых Силах СССР»
- Медаль «За отвагу» (СССР)
- Медаль За боевые заслуги
- Медаль «Партизану Отечественной войны»